# Метропольная общинная церковь (Вашингтон)
Метропольная общинная церковь Вашингтона (англ. Metropolitan Community Church of Washington, D.C., MCCDC) — автономный приход Метропольной общинной церкви (MCC) — протестантской христианской деноминации, обслуживающей прихожан ЛГБТ. Храм расположен в нейборхуде Маунт-Вернон-Сквер в городе Вашингтон, в округе Колумбия. Община основана в 1970 году ЛГБТ-активистом и будущим пастором Полом Бретоном как Общинная церковь Вашингтона в округе Колумбия (CCDC). В 1971 году приход вошёл в состав Всемирного содружества метропольных общинных церквей при посредничестве местного ЛГБТ-активиста Фрэнка Камени.
Причиной основания прихода стало то, что большинство христианских конфессий в 1970-х годах в США не желали принимать ЛГБТ-христиан. За первые тридцать лет своего существования приход пережил значительный рост с примерно 65 человек на первом собрании до более 500 человек в начале 2000-х годов, несмотря на высокую смертность среди прихожан во время эпидемии СПИДа. С момента основания церкви некоторые христианские конфессии изменили свои взгляды на гомосексуальность и в настоящее время приветствуют ЛГБТ. Эти изменения привели к снижению численности прихожан церкви.
Метропольная общинная церковь Вашингтона более двадцати лет проводила службы в доме своего основателя, других церковных зданиях и переоборудованном доме, прежде чем переехала в новое и постоянное здание в 1992 году, которое стало первым храмом, построенным в США религиозной организацией ЛГБТ. Проект архитектора Сюзанн Рэтидж, представляющий собой небольшое, но вместительное здание со стеклянным сводчатым потолком, получил признание критиков и был удостоен ряда наград.

## История

### Ранний период
В январе 1970 года группа ЛГБТ в Вашингтоне основала Гомофильную социальную лигу (ГСЛ) — организацию, которая занималась проведением общественных мероприятий и просветительских семинаров среди жителей округа Колумбия. ГСЛ выступала за соблюдение прав ЛГБТ граждан в США. Президентом организации был избран Пол Бретон, бывший ученик семинарии Римско-католической архиепархии Хартфорда в штате Коннектикут, который был активным членом Фронта освобождения геев и одним из основателей Альянса гей-активистов.
Позднее, в том же году, в рамках содействия принятию ЛГБТ прихожан в местных церквях, члены лиги провели экуменическую службу в Унитарианской церкви Всех Душ. Это был первый шаг к созданию местного прихода Метропольной общинной церкви — протестантской христианской деноминации, обслуживающей ЛГБТ, которая была основана в 1968 году пастором Троем Перри. Бретона с Перри познакомил их общий друг, соучредитель местной ячейки общества Маттачине и ЛГБТ-активист Фрэнк Камени. Бертон обратился к пастору с просьбой о помощи в основании прихода в Вашингтоне.
В ответ на то, почему члены лиги хотят основать приход, её президент заявил: «Я надеюсь, случится так, что церкви по всему городу станут приглашать нас на богослужения на регулярной основе, и, наконец, начнут принимать гомосексуалов без оговорок. Однако опыт ЛГБТ из других городов наводит на мысль о том, что в этом нам будет отказано. Из-за враждебности членов церкви по отношению к ЛГБТ создаются сегрегированные гомосексуальные приходы».
27 сентября 1970 года около шестидесяти мужчин и пять женщин посетили богослужение, о котором было объявлено, как о «первом богослужении для ЛГБТ в Вашингтоне». Присутствующие молились, пели гимны из молитвенника унитарной церкви, участвовали в причастии и слушали выступающих, среди которых были римско-католический священник и бывший методистский пастор. Во вступительной молитве Марта А. Тейлор из округа Арлингтон в штате Виргиния сказала: «Каждый из нас пришёл сюда по своим причинам... Ты, о Боже, знаешь, мы не лучше и не хуже других [людей] из-за нашей сексуальной ориентации... Только качества, проявляющиеся в повседневной жизни, определяют ценность каждого человека».

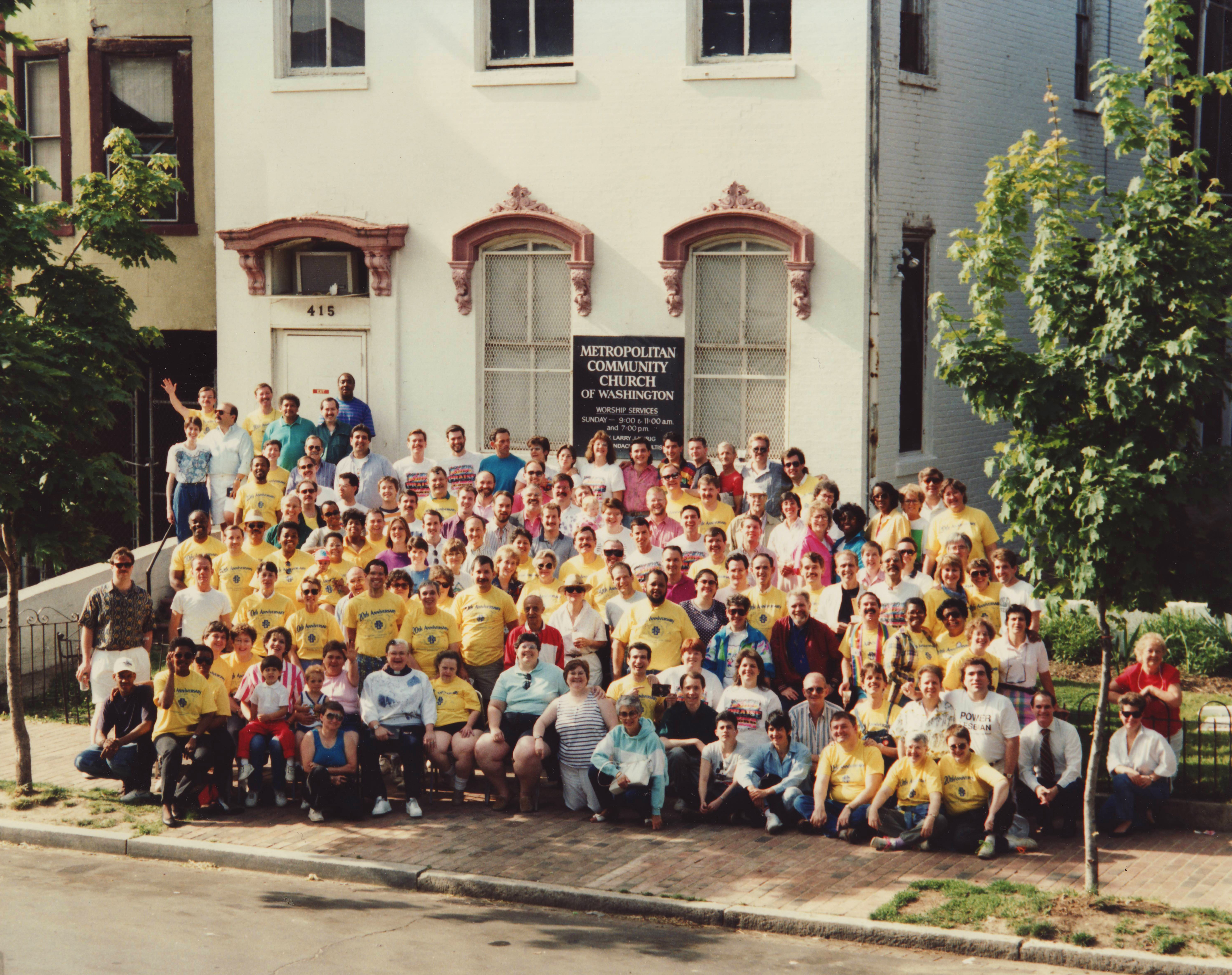
Дом 415 на М-стрит, в котором приход проводил службы с 1984 по 1992 год

Автономный приход, первоначально называвшаяся Общинной церковью Вашингтона в округе Колумбия (CCDC), продолжил собрания в Унитарианской церкви Всех Душ. В феврале 1971 года по случаю визита в приход Троя Перри, чтобы разместить всех, выразивших желание присутствовать на службе, которая включала также бракосочетание пары прихожан, община обратилась с просьбой к Епископальной церкви провести богослужение в церкви Святого Стефана и Воплощения. Однако, когда Уильям Крейтон, епископ епископальной епархии Вашингтона, узнал о церемонии, он запретил её проведение. Приход провёл богослужение у стен храма. Во время проповеди пастор Перри сказал: «Даже несмотря на то, что [епископ Крейтон] запер перед нами двери этой церкви, Бог не закрыл перед нами Своё сердце».
В марте 1971 года Бретон был рукоположён в сан священника римско-католическим священником и тремя методистскими пасторами. Бретон назвал своё рукоположение «публичным подтверждением уже взятого на себя обязательства благодатью и совестью». Приход был официально учреждён 11 мая 1971 года как Общинная церковь Вашингтона в округе Колумбия (MCCDC), войдя во Всемирное содружество общинных церквей. В то время богослужения проводились в доме настоятеля в районе Капитол-Хилл по адресу — 7-я улица, дом 705. Хотя место для встреч было ограниченным, прихожане собирались на богослужения в доме Бретона, где также проводились церемонии бракосочетания и помолвок.
В конце 1972 года общине понадобилось больше места, и прихожане стали собираться в заброшенной церкви в районе Капитол-Хилл. Бретон возглавлял приход до своей отставки в 1973 году. Затем им были основаны приходы Метропольной общинной церкви в Балтиморе, Финиксе и Лос-Анджелесе. Пастор сыграл большую роль в организации помощи Перри и другим членам церкви, выжившим после поджога места собрания в гей-баре «Вверх по лестнице» в Новом Орлеане.

### Развитие прихода
После отставки пастора Бретона приход возглавил пастор Джон Барбоне, бывший римско-католический священник и заместитель директора средней школы Макина. Из-за роста численности прихожан в 1973 году церковь начала проводить службы в часовне Первой конгрегациональной объединённой церкви Христа, а затем и в самом храме. Однако вскоре по требованию консервативного большинства этой церкви, приход был вынужден покинуть церковь. Спор был урегулирован в 1975 году, когда Метропольная общинная церковь Вашингтона, в которой на тот момент насчитывалось около 120 прихожан, подписала с Первой конгрегациональной объединённой церковью Христа договор аренды, после чего смогла снова собираться в стенах храма.
В том же году приход помог создать еврейскую религиозную квир-синагогу Бет Мишпаха, вступил в Совет церквей Большого Вашингтона (местное отделение Национального совета церквей), а пастор Барбоне подал в отставку, чтобы основать приход Метропольной общинной церкви в Сан-Франциско. Церковь продолжала богослужения в стенах Первой конгрегациональной объединённой церкви Христа до 1984 года. В это время приходом руководили пастор Джек Исбелл, а затем пастор Ларри Дж. Уриг, бывший методистский священник, который руководил общиной в течение шестнадцати лет.
В 1984 году приход приобрёл своё первое место для встреч. Им стал жилой дом 415 на М-стрит в районе Маунт-Вернон-сквер. Построенный в 1866 году, этот дом ранее служил местом собрания ортодоксальной синагоги Шомрей Шаббат, Еврейской ассоциации молодых мужчин (предшественницы Еврейского общинного центра); в нём также располагался еврейский дом престарелых.

### Эпидемия СПИДа

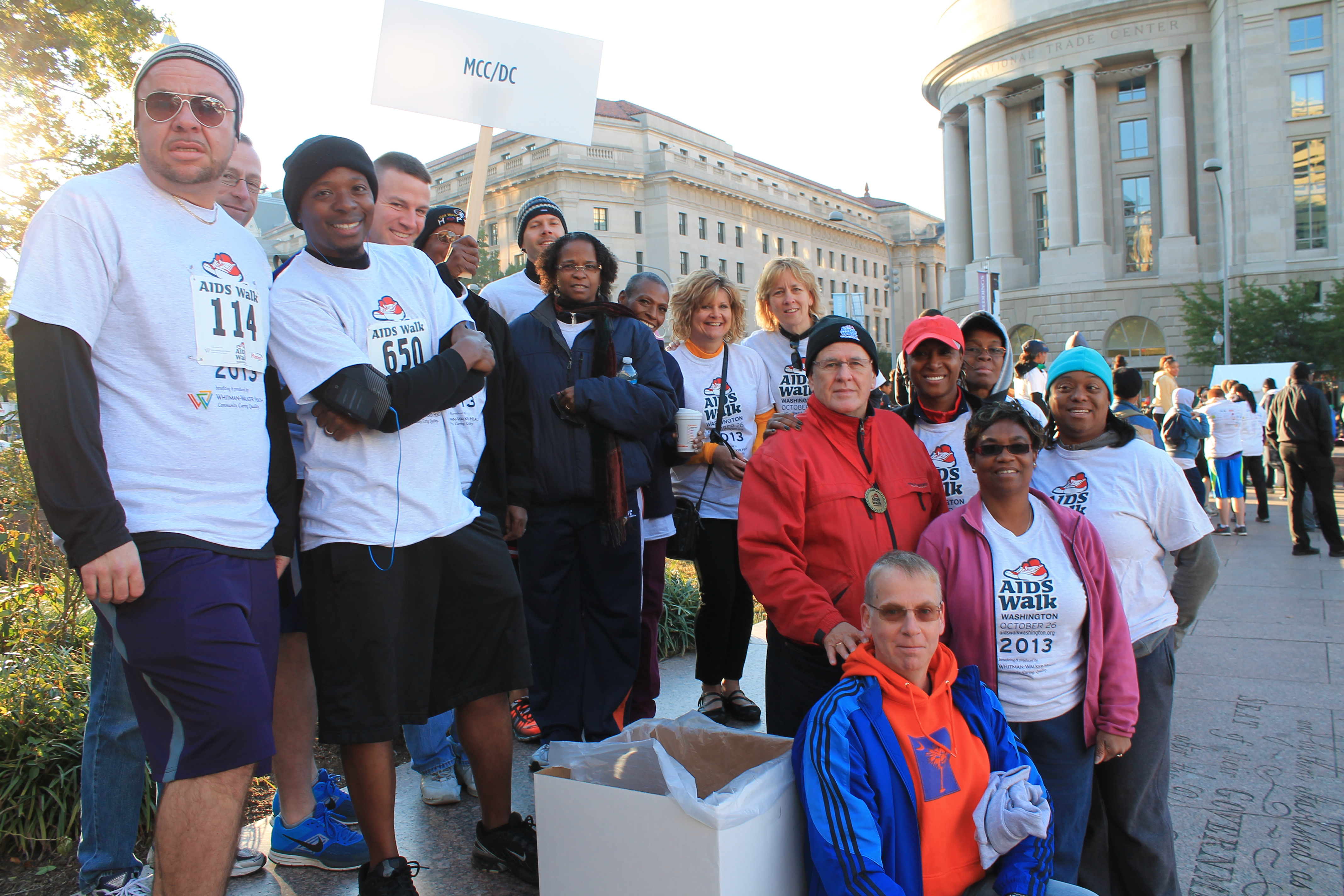
Волонтёры Метропольной общинной церкви Вашингтона на Прогулка против СПИДа

Когда в начале 1980-х годов в Вашингтоне началась эпидемия СПИДа, и многие гомосексуалы заболев, стали умирать, Метропольная общинная церковь была одной из первых местных организаций, которые рассказали о новой болезни и опасностях, которые она представляет для ЛГБТ-сообщества. 9 декабря 1982 года приход организовал первый в этом районе общественный форум по СПИДу, на котором присутствовало около двухсот человек. На мероприятии пастор Уриг говорил не только о физических последствиях болезни, но и о психологических последствиях: «Я обеспокоен тем, что глубокие корни внутреннего самоугнетения позволили нам принять общественное суждение против нас».
Форум стал первым из многих мероприятий, проводимых приходом для повышения осведомлённости у местных жителей об этой болезни. Одно из таких мероприятий, прошедшее в 1983 году и спонсируемое Коалицией афроамериканских гомосексуалов округа Колумбия, было посвящено влиянию СПИДа на меньшинства. Оно прошло в гей-баре «Клабхаус», в котором собирались местные ЛГБТ афроамериканцы. Подобные мероприятия также были попыткой привлечь ЛГБТ афроамериканцев в приход, который в то время состоял преимущественно из представителей европеоидной расы.
Поскольку многие церкви и большинство похоронных бюро не желали проводить церемонии погребения людей, умерших от СПИДа, все службы проводились Метропольной общинной церковью. Многие из больных людей были или бедны, или имели очень мало денег после потери работы. Из-за этого церковь изменила свою погребальную политику и предложила проводить свои похоронные службы бесплатно. Пастор Кэндис Шалтис, которая в 1980-х годах служила помощником настоятеля Метропольной общинной церкви Вашингтона, вспоминала: «Таким образом, мы провели много церемоний похорон, не только наших прихожан, но и прихожан других церквей, которые отказывались проводить их похороны. В то время мы были единственной церковью в городе, в которой проводились церемонии погребения умерших от СПИДа... Одна из причин, почему я думаю, что в Метропольной общинной церкви так много женщин-пасторов, заключается в том, что почти все мужчины умерли, и лидерство перешло к женщинам, потому что выжили мы».
В десятую годовщину того, как официальными властями был опубликован первый отчёт о СПИДе, болезни, унёсшей жизни 3000 жителей района, пастор Уриг, вместе с другими религиозными лидерами и правительственными чиновниками, включая главного хирурга города Антонию Новелло и директора Национального института аллергии и инфекционных заболеваний Энтони Фаучи, собрались на поминальную службу по случаю годовщины трагичного события. Пастор Уриг, много лет болевший СПИДом, во время речи на мероприятии заявил: «Все эти десять лет я не думал о смерти. Я приехал, чтобы отпраздновать десятилетие борьбы за жизнь».

### Новое святилище

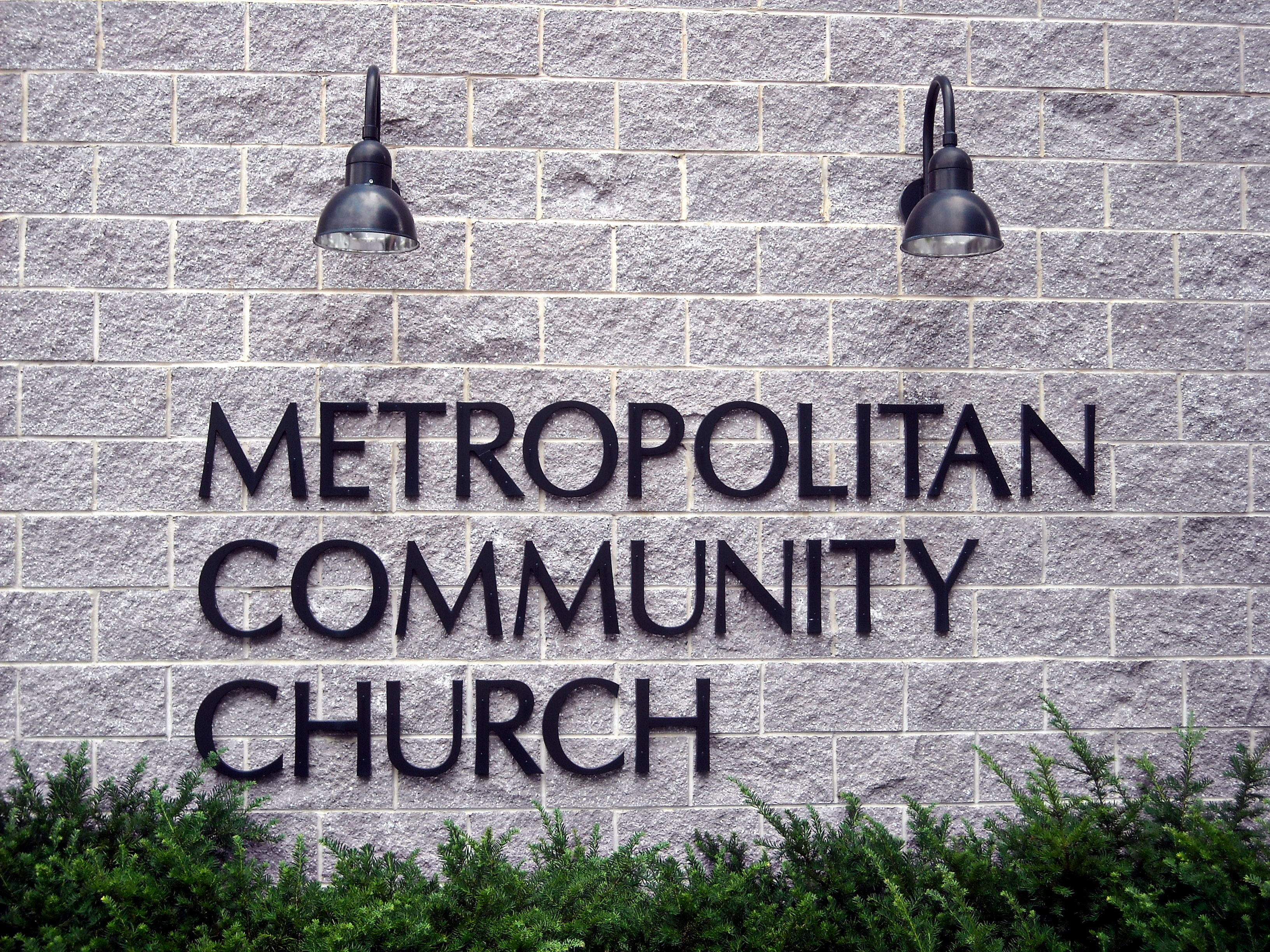
Надпись на стене храма — Метропольная общинная церковь

Из-за большого числа прихожан каждое воскресенье в здании на М-стрит проводилось по три богослужения. Присутствующим часто приходилось стоять, сидеть на ступеньках лестницы или собираться в дверях. В конце 1980-х Метропольная общинная церковь Вашингтона учредила строительный фонд для возведения нового постоянного здания. К середине 1990 года прихожане собрали 235 000 долларов и купили землю на углу 5-й улицы и Ридж-стрит, в квартале от их местонахождения на М-стрит. 21 июля 1990 года состоялась церемония закладки фундамента и пикник, на котором присутствовали сотни человек, в том числе пастор Перри. Строительство началось только на следующий год после того, как церковь собрала дополнительные средства.
Прихожане переехали в церковь за 1,2 миллиона долларов в конце 1992 года. Новое здание стало первым храмом, построенным в США религиозной организацией ЛГБТ. Пастор Уриг описал церковь как «послание для остальной части нашего сообщества, чтобы иметь видение будущего и верить. Новая церковь... иллюстрирует рост религиозного сообщества гомосексуалов, изменение менталитета». В то время в церкви было более 400 прихожан, посещавших утренние воскресные службы, 30% из которых были афроамериканцами. Переход от общины, состоящей в основном из европеоидных гомосексуалов, к общине более разнообразной в этническом отношении стал результатом дискуссии пастора Шалтис с пастором Уригом. Она говорила ему: «Вы должны уделять больше внимания женщинам, больше внимания афроамериканцам, необходимо поменять музыку, изменить своё отношение». По признанию пастора Шалтис: «Потребовалось много времени, чтобы изменить соотношение [прихожан], но я думаю, что он [пастор Уриг] действительно слушал. После этого [разговора] всё начало меняться».
Двухэтажная церковь на 300 мест со сводчатым потолком, а также стеклянными и каменными стенами была спроектирована в стиле модерн архитектором из штата Мэриленд Сюзанн Рэтидж. Колумбарий для урн был построен ею в виде маленькой капеллы на втором этаже. В его конструкции отражено большое число смертей во время эпидемии СПИДа в Вашингтоне. Яркий дизайн получил высокую оценку в обзорах Бенджамина Форги, архитектурного критика в «Вашингтон пост», и Герберта Мьюшема, архитектурного критика в «Нью-Йорк таймс».
Новое здание было освящено в марте 1993 года. Девять месяцев спустя пастор Уриг произнёс свою последнюю проповедь в канун Рождества, за три дня до своей смерти из-за осложнений от СПИДа. Что касается многолетнего руководства им проходом, пастор Перри сказал: «[Уриг] так упорно трудился, чтобы построить эту церковь, прежде чем умер».

### Современный период

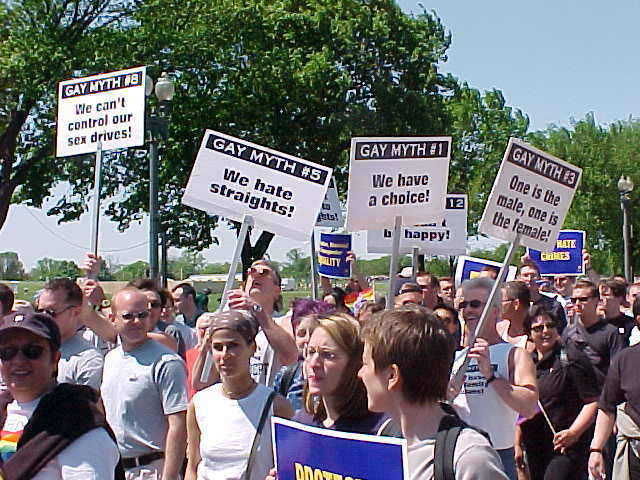
Прихожане Метропольной общинной церкви Вашингтона на Марше тысячелетия

После смерти пастора Урига новым настоятелем прихода стала пастор Шалтис. Бывший методистский пастор, она присоединилась к церкви в 1980 году. Несмотря на огромные человеческие потери в местном ЛГБТ-сообществе, численность прихожан в 1990-х годах продолжала расти. В 1996 году приход насчитывал почти 500 членов. Церковь вела активную миссию среди ЛГБТ афроамериканцев, которую курировала помощник пастора Белва Бун. Приход участвовал в обсуждениях с региональными священнослужителями на тему гомофобии в чёрных церквях.
Метропольная общинная церковь Вашингтона, вместе с другими автономными приходами Метропольной общинной церкви и Компанией за права человека, участвовала в организации Марша тысячелетия в Вашингтоне — митинга в защиту прав ЛГБТ, который прошёл в апреле 2000 года и в котором приняли участие сотни тысяч человек. Марш подвергся критике не только со стороны консерваторов, но и многих ЛГБТ-активистов и либеральных групп за отсутствие разнообразия, корпоративного спонсорства и нечёткую политическую платформу.
Местная организация «Радужный исторический проект», основанная в 2000 году и занимающаяся документированием истории ЛГБТ в Вашингтоне, внесла дом пастора Бертона в районе Капитол-Хилл, где в 1970-х годах проходили собрания прихода, в список местных исторических ЛГБТ-памятников. В 2007 году пастора Шалтис сменил пастор Чарли Арехарт, который был настоятелем храма в течение следующих двух лет.
В 2000-х годах Метропольная общинная церковь Вашингтона последовательно выступала за соблюдение прав ЛГБТ, начиная с высказываний о гомофобии, проповедуемой в местных церквях, до празднования принятия в Вашингтоне закона об однополых браках в 2009 году. Пастор Дуэйн Джонсон, выросший в семье членов Церкви Назарянина, возглавил приход в январе 2010 года. Его назначение совпало с началом проведения в Вашингтоне официальных свадебных церемоний для однополых пар. К концу 2010 года пастор Джонсон провёл 35 свадеб, и в течение следующих нескольких лет в церкви ежегодно проводилось по 50-60 церемоний бракосочетания.
В 2011 году пастор Перри и Метропольная общинная церковь отпраздновали 40-летие прихода как конгрегации Метропольной общинной церкви, организовав «Знаменательное и историческое мероприятие в честь 40-летия» в штаб-квартире Компании за права человека. Шей Эйджи, которая занимала должность председателя комитета по организации мероприятий, заявила: «Mетропольная общинная церковь Вашингтона стала главным местом для ЛГБТИК-людей, которые были изгнаны из своих церквей, заявивших им, что быть гомосексуальными и христианами или транссексуальными и христианами невозможно». Мероприятие по случаю 45-летия церкви прошло в Национальном пресс-клубе. На нём пастор Джонсон отметил, что посещаемость воскресных служб снизилась с 500 в начале 2000-х годов до чуть более 200 к 2016 году. Он объяснил это отчасти тем, что другие конфессии, наконец, приняли ЛГБТ: «Изменить общество, преобразовать мир и нас самих, и Метропольная общинная церковь добилась этого на всех уровнях. Да, сейчас всё больше церквей приветствуют ЛГБТ, но это не потеря для нас. Это говорит о силе нашего послания и той работе, которую мы проделали. Мы аплодируем другим церквям, которые позволяют большему количеству людей обрести любовь и Бога, так что всё это хорошо. Но да, теперь это ставит перед нами другие задачи».

## Здание

### Архитектор
Метропольная общинная церковь Вашингтона с залом для богослужений, рассчитанным на триста человек, была первым крупным индивидуальным проектом архитектора Сюзанн Рэтидж, выпускницы Израильского технологического института, переехавшей в США в 1975 году. Храм входит в число более чем двадцати зданий в стиле модернизма, возведённых по проектам этого архитектора в Вашингтоне. Некоторыми из них владеет Единый дом молитвы для всех людей. Проекты Рэтидж, подобно работам таких архитекторов, как Юймин Бэй и Людвиг Мис ван дер Роэ, характеризуются критиками, как «поляризующие» из-за линейного дизайна, включающего большое количество бетона и стекла. При создании проекта Метропольной общинной церкви Вашингтона автор вдохновлялась работами архитекторов Роберта Вентури и Луиса Кана.

### Дизайн

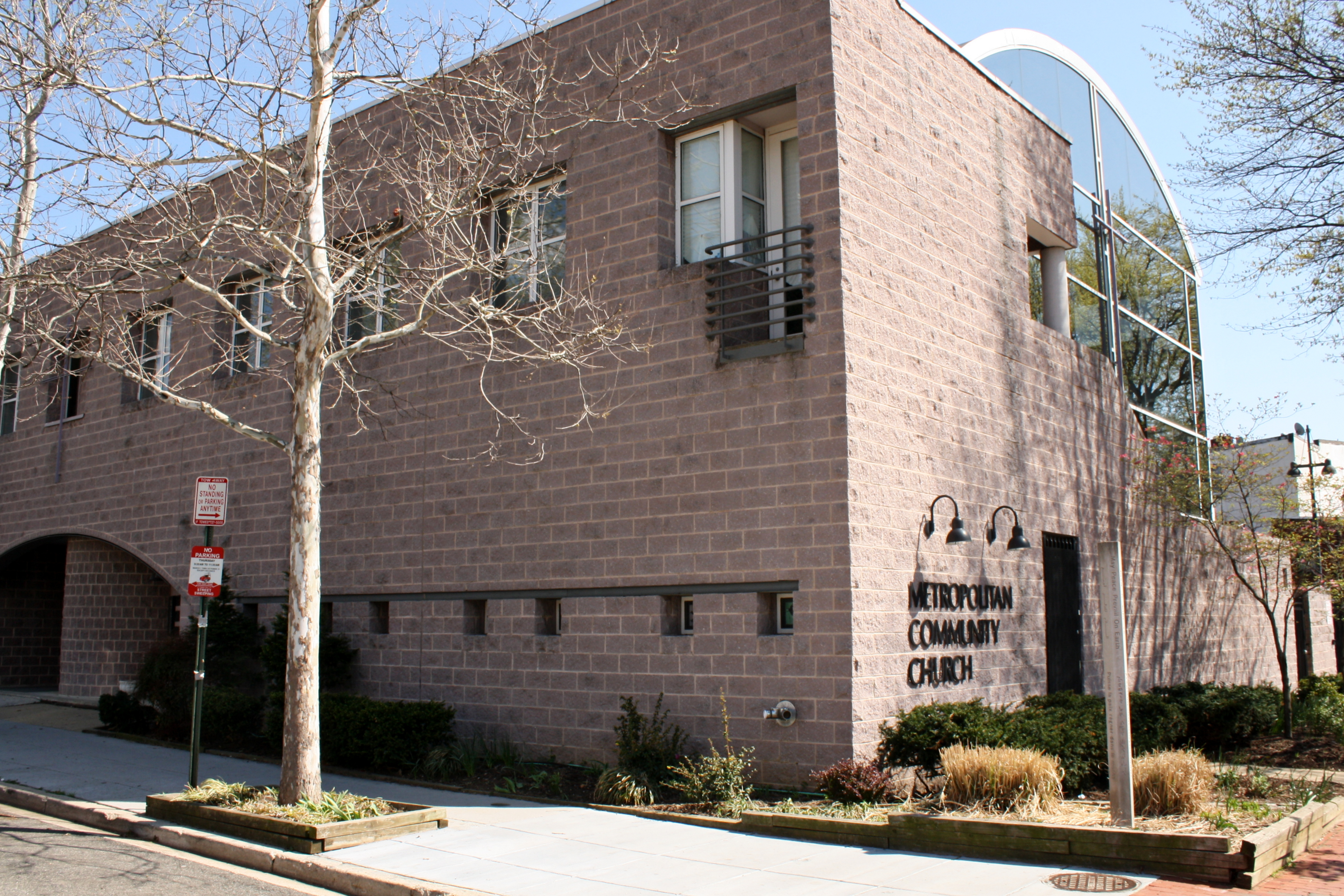
Вид на храм, если смотреть с угла 5-й улицы и Риджс-стрит

Проект Рэтидж был предоставлен на рассмотрение приходскому комитету Метропольной общинной церкви Вашингтона, когда последнему уже было предложено четыре других проекта храма от других авторов. Рэтидж не имела опыта в проектировании объектов культа, однако «нетрадиционные идеи, химия и энтузиазм» автора произвели хорошее впечатление на членов комитета. Проект архитектора был одобрен, хотя противоречил желанию настоятеля — пастора Урига, который тяготел к традиционной церковной архитектуре с формальными сиденьями, витражами и тёмными интерьерами.
Местные строительные нормы требовали определённого количества парковочных мест — по одному на каждые десять сидений в храме. Однако требование о парковке распространялось только на сиденья в храме, прикреплённые к полу. Рэтидж изменила дизайн сидений, в результате чего на территории прихода было установлено не 30, а 15 парковочных мест, что позволило увеличить площадь самой церкви. Инженерные услуги при возведении здания были выполнены компаниями «МакМаллэн и ассоциация», «Сетти и ассоциация», «Макрис», «Хендрикс Пи Эй». Мелинда Моррисон была консультантом по освещению. Компания «Харви Констракшен Компани» выполнила строительные работы.
Двухэтажное здание площадью 1245 кв.м. имеет подвал с максимальным размером, разрешённым в соответствии с правилами зонирования. Здание также включает в себя двухэтажное место собраний (основное пространство) с часовней, библиотекой, офисами, кухней и гостиной (L-образная часть здания). Часовня-колумбарий храма выходит на место собраний, что является символическим отображением участия умерших прихожан в богослужении.
Здание имеет форму куба и слегка розовое бетонное основание под стеклянным сводчатым потолком над местом собраний. Оставшаяся часть здания, выходящая на 5-ю улицу, которая включает наклонную стену и лестницу, и вся сторона здания на Ридж-стрит, за исключением окон и дверей, также бетонные. Арочный вход на Ридж-стрит включает в себя большую колонну. Каменные блоки напоминают старые здания в историческом районе, в котором находится церковь.
Стеклянный сводчатый храм выходит окнами на юг и запад, откуда открывается вид на небо и близлежащие деревья. На внешней стороне святилища на 5-й улице установлен крест. Свод церкви поддерживают четыре стальные стропильные фермы. В зависимости от количества солнечного света и времени суток зеркальные стеклянные панели увеличивают интерьер. Пастору Шалтис, бывшей настоятельнице прихода, нравилась идея отражающего стекла. Как она сама говорила: «Учитывая то, кто мы есть, мы согласились, что ощущение открытости, которое создаёт стекло, является действительно важным [для нас]».

### Критика

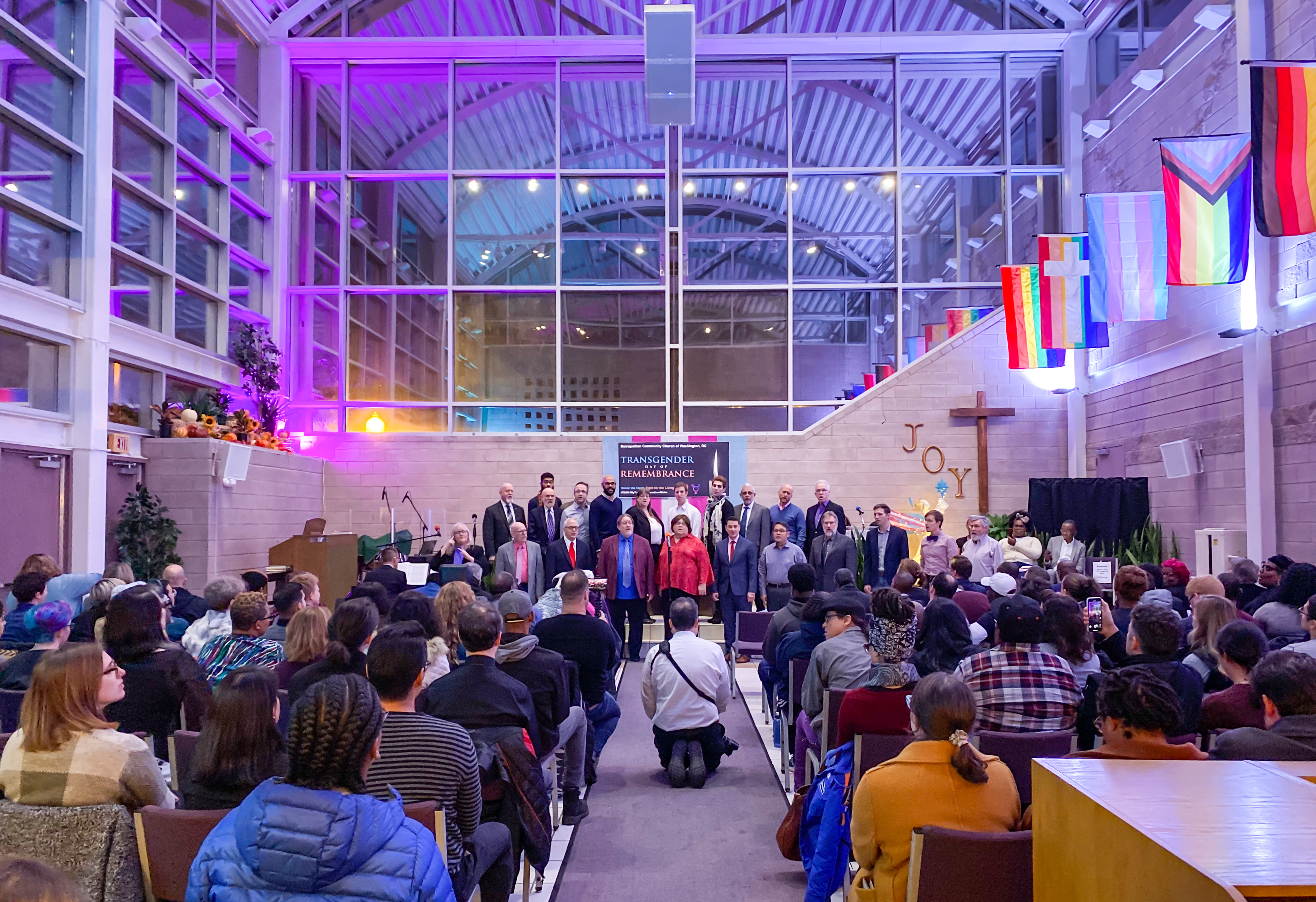
Собрание в храме в День памяти трансгендерных людей в 2019 году

Дизайн Рэтидж получил высокую оценку со стороны многих критиков. В статье, посвящённой новому зданию, Бенджамин Форги из «Вашингтон Пост» написал, что оно «сочетает в себе контекстуализм — блоки каменной кладки двух фасадов дополняют старые дома поблизости — с потрясающе чистой современной архитектурой» и описал здание храма, как «смелое и хорошее тем, что оно открывается деревьям и небу и приобретает неземное дополнительное измерение в сумерках и в ночное время». В другом обзоре Герберт Мьюшэм из «Нью-Йорк Таймс» написал, что здание «вводит своих прихожан и гостей в царство буквальной и метафорической прозрачности: место, где пространство, структура и функции выражены в ясной, доступной форме»; критик также обратил внимание на сходство минималистской архитектуры здания с Мемориалом ветеранов войны во Вьетнаме Майи Лин.
Академик Сигурд Бергманн охарактеризовал дизайн храма как «гениальный» и «хотя некоторые городские церкви предпочитают быть крепостями внутри города, эта стеклянная церковь отказывается закрывать свой городской район или быть закрытой от него». Журналистка по архитектуре и городскому планированию Аманда Колсон Херли призналась, что это её любимое здание, спроектированное Рэтидж, и написала, что «Рэтидж сделала модернизм неотъемлемой частью жилого квартала округа Колумбия впервые с тех пор, как И. М. Пей приехал в Саутвест в 1960-е годы». «США Сегодня» включила Метропольную общинную церковь Вашингтона в список «25 зданий, которые необходимо посетить в Вашингтоне, в округе Колумбия».
Проект Рэтидж был удостоен ряда наград. В 1993 году она получила Почётную премию округа Колумбия в области архитектуры от местного отделения Американского института архитекторов. В следующем году уже сам Американский институт архитекторов вручил ей Премию за бетонную кладку. Работа Рэтидж была также отмечена наградой за выдающиеся достижения в области религиозной архитектуры 1993 года Межконфессиональным форумом по религии, искусству и архитектуре и наградой за дизайн каменной кладки 1993 года Национальной ассоциацией бетонной кладки.